# Bacteriële vaginose

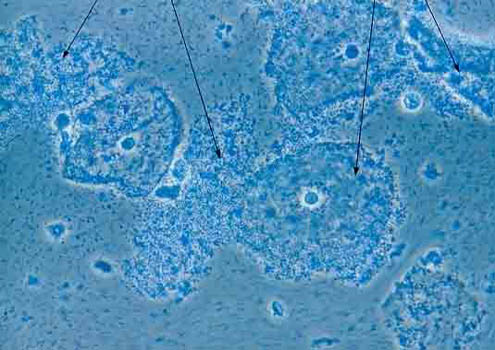
Bacteriële vaginose

Bacteriële vaginose is een bij vrouwen veel voorkomende aandoening waarbij het normale evenwicht tussen de in de vagina voorkomende bacteriën is verstoord, waarbij bacteriën als gardnerella vaginalis de overhand hebben gekregen. Het kan optreden na verstoring van het normale evenwicht door geneesmiddelgebruik, overmatige hygiëne (zoals uitwassen van de vagina met water en zeep) of seks.
Het is geen SOA: de betrokken bacteriën komen normaal op het lichaam en in de vagina voor, maar in een andere onderlinge verhouding. Na vaginale candidiasis is het een van de meest voorkomende vaginale problemen. Onder gewone omstandigheden is de zuurgraad in de vagina stabiel en vrij zuur (pH 3,5-4,5). De meeste ziektekiemen kunnen in dat evenwicht niet leven. Bepaalde situaties kunnen het evenwicht verstoren. Bijvoorbeeld het wassen van de vagina met zeep of het te lang inhouden van een tampon. Door de verstoring van het evenwicht ontstaat een minder zuur milieu, waarin bepaalde bacteriën de kans krijgen om overmatig te groeien.

## Verschijnselen
Bacteriële vaginose geeft grijswitte, plakkerige afscheiding uit de vagina. De afscheiding ruikt zurig en kan eventueel een vislucht hebben. De hoeveelheid afscheiding is wisselend, soms veel, bij periodes ook weinig. Als de afscheiding met sperma in aanraking komt, wordt de geur nog sterker. Soms is er ook jeuk of pijn en vaginale 'windjes'. Het kan voorkomen dat de klachten plotseling optreden. Je kunt ook bacteriële vaginose hebben zonder dat je er last van hebt.

## Diagnose
Het vaststellen van bacteriële vaginose gebeurt door de zuurgraad van de vaginale afscheiding te bepalen, een geurtest te doen en de afscheiding onder de microscoop te bekijken. Dit kan eventueel bij de huisarts in de praktijk worden gedaan maar de meeste huisartsen sturen een kweekje op.

## Behandeling
De aandoening is goed te behandelen met een korte kuur van bijvoorbeeld metronidazol, 2 gram ineens of tweemaal daags 500 milligram gedurende een week. Het is daarbij niet nodig een mannelijke partner mee te laten behandelen, een vrouwelijke partner wordt wel aangeraden zich mee te laten behandelen. Van de medicijnen kun je misselijk worden. Tijdens de kuur mag de patiënte geen alcohol drinken. Hoewel genezing meestal optreedt kan vrij gemakkelijk een recidief optreden. Bactriele Vaginose is lastig maar ongevaarlijk.